# بریتا اولوفسدوتر
بریتا اولوفسدوتر (درگذشته: ۱۵۶۹)، یک افسر زن فنلاندی در سواره نظام سوئد بود.
او احتمالاً اولین سرباز زن در سوئد و همچنین از اولین پدیده‌های تاریخی زنانی است که با جعل هویت مردانه برای دسترسی به مشاغلی که برای جنسیت آنها ممنوع بوده، اقدام کرده‌است.
اولوفسدوتر اهل فنلاند و بیوه نیلز سیمونسون بود. او لباس نظامی مردانه پوشید و برای شرکت در جنگ لیوونی ثبت نام کرد سرانجام و در حین خدمت در سواره نظام در جنگ کشته شد. در ۱۶ ژوئن ۱۵۶۹، یوهان سوم از سوئد به گابریل کریستینسون دستور داد تا این موضوع را بررسی کند و دستور داد که حقوق باقیمانده او باید به خانواده‌اش پرداخت شود.